# 알렉스 파디야
알렉스 파디야(Alex Padilla, 1957년 3월 22일, 캘리포니아주 로스앤젤레스 ~ )는 미국의 정치인이다.

## 학력
- 매사추세츠 공과대학교 기계공학과

## 경력
- 1999.07 ~ 2006.12 로스앤젤레스 시의회 의원
- 2001.07 ~ 2006.01 로스앤젤레스 시의회 의장
- 2006.01 ~ 2014.11 캘리포니아주 상원의원
- 2015.01 ~ 2021.01 미국 캘리포니아주 국무장관
- 2021.01 ~ 미합중국연방상원의원 (캘리포니아주)

## 역대 선거 결과
| 선거명        | 직책명                          | 대수  | 정당   | 득표율  | 득표수      | 결과 | 당락                       |
| ------------- | ------------------------------- | ----- | ------ | ------- | ----------- | ---- | -------------------------- |
| 1999년 선거   | 시의원 (로스앤젤레스 제7선거구) | -대   | 무소속 | 66.76%  | 9,188표     | 1위  | 로스앤젤레스 시의원 당선   |
| 2001년 선거   | 시의원 (로스앤젤레스 제7선거구) | -대   | 무소속 | 100.00% | 18,593표    | 1위  | 로스앤젤레스 시의원 당선   |
| 2005년 선거   | 시의원 (로스앤젤레스 제7선거구) | -대   | 무소속 | 100.00% | 13,482표    | 1위  | 로스앤젤레스 시의원 당선   |
| 2006년 선거   | 상원의원 (캘리포니아 제20부)    | 72대  | 민주당 | 74.85%  | 84,459표    | 1위  | 캘리포니아 주의원 당선     |
| 2010년 선거   | 상원의원 (캘리포니아 제20부)    | 74대  | 민주당 | 68.36%  | 94,356표    | 1위  | 캘리포니아 주의원 당선     |
| 2014년 선거   | 캘리포니아 주무장관             | 30대  | 민주당 | 53.63%  | 3,799,711표 | 1위  | 캘리포니아주 주무장관 당선 |
| 2018년 선거   | 캘리포니아 주무장관             | 30대  | 민주당 | 64.45%  | 7,909,521표 | 1위  | 캘리포니아주 주무장관 당선 |
| 2022년 재선거 | 상원의원 (캘리포니아 제3부)     | 117대 | 민주당 | 60.89%  | 6,559,303표 | 1위  | 캘리포니아주 상원의원 당선 |
| 2022년 선거   | 상원의원 (캘리포니아 제3부)     | 118대 | 민주당 | 61.07%  | 6,621,616표 | 1위  | 캘리포니아주 상원의원 당선 |